# Главное управление по социальным вопросам (разведка КПК)
Главное управление по социальным вопросам (кит. 中央 社会 部) — орган разведки и контрразведки КПК до момента создания КНР в 1949 году.

## История
В ходе войны с Японией, на 6-м пленуме ЦК КПК в ноябре 1938 года было принято решение о создании специального органа разведки и контрразведки, получившего название «Главное управление по социальным вопросам» («Шэхуэйбу», кит. 中央 社会 部, в русскоязычной литературе встречаются также варианты названия «Отдел социальных запросов», «Бюро политической защиты»). На начальном этапе функционирования организации руководство КПК также именовало её «Центральная комиссия по операциям на оккупированных врагом территориях». Штаб-квартира Управления располагалась на главной базе КПК в Яньане, провинция Шаньси. В 1939 году на территории Яньани под руководством специалистов ГРУ и НКВД СССР была открыта секретная разведывательная школа под названием «Институт Восточного Мюнхена», где проводилось обучение китайцев разведывательной и контрразведывательной деятельности. Курс обучения длился около года, численность каждого выпуска составляла порядка 300 человек, имена которых были строго засекречены. Кандидатуры курсантов разведшколы проходили тщательный отбор руководством КПК в Китае и руководством Коминтерна в Москве.
Руководителем Шэхуэйбу с 1938 по 1945 (по другим данным — по 1948) годы был Кан Шэн, в 1948—1949 годах — Ли Кэнун. Кан Шэн, который перед прибытием в Яньнань несколько лет проработал в Москве в аппарате Коминтерна, вернулся оттуда ярым антисоветчиком и сторонником методов Ежова, которые насаждал в Шэхуэйбу.
Задачи Шэхуэйбу в директиве Секретариата ЦК КПК 1940 года о подрывной работе за линией фронта врага определялись следующим образом:
- А. Сбор разведданных для лучшего ознакомления с ситуацией и изучения полученного опыта.
- Б. Использование доступных общественных связей для маскировки мест проведения операций, их исполнения и их последствий.
- В. Вербовать и формировать кадры, способные работать на оккупированной врагом территории, в зависимости от их социального происхождения, накопленного в городах опыта секретной работы, способных организовать надёжное прикрытие, обеспечивать подпольную связь и подготовить товарищей, способных проникнуть в среду технического персонала промышленных предприятий крупных городов. Партия должна подбирать таких товарищей, которые соответствуют выполняемой работе"[2].

Сотрудники Шэхуэйбу — выпускники «Института Восточного Мюнхена» направлялись в оккупированные районы Китая, где вели диверсионную работу против японцев и чанкайшистов, занимались ликвидацией вражеской агентуры, а заодно проводили чистки в самой компартии, устраняя в ней просоветски настроенных членов КПК, сотрудников Коминтерна, а также критически настроенных к Мао Цзэдуну. Жестокие пытки, убийства и похищения людей были обычным делом для сотрудников Шэхуэйбу, что вызывало потрясение даже у советников из советских спецслужб. Так, за одну ночь люди Кан Шэна истребили весь «оппортунистический» обком КПК в провинции Цзянси. В другом случае, в уезде Лундун за две недели была обнаружена и уничтожена «целая организация» чанкайшистов из 200 с лишним человек.
К 1941 году Кан Шэн превратил Шэхуэйбу в мощное ведомство, фактически возложив на него и функции Генерального штаба, одновременно он возглавил комиссию по проверке партийных и беспартийных кадров. В 1943-45 годах Кан Шэн возглавил массовую кампанию по «упорядочиванию стиля работы» — «чжэнфын», по сути дела — чистку партии, предпринятую Мао Цзэдуном в Шэньси-Ганьсу-Нинсяском советском районе. Целью кампании было усиление личной власти Мао Цзэдуна и отстранение его конкурентов, в частности Ван Мина. Однако в 1945 году при сворачивании кампании «чжэнфын» Кан Шэн был объявлен ответственным за все перегибы, и подвергся суровой критике.
В августе 1949 года, незадолго до образования КНР, Шэхуэйбу была распущена, а её задачи разделены между другими ведомствами. После образования КНР функции внутренней контрразведки были переданы в ведение Министерства общественной безопасности, а внешнеполитической и военной разведки — разведывательного управления Центрального Военного совета, при этом многие ключевые сотрудники Шэхуэйбу были переведены на руководящие должности в этих ведомствах.
В 1955 году был создан новый орган партийной разведки — Бюро расследований ЦК КПК («Чжунюн Дяочабу»), который возглавил Ли Кэнун.
Некоторые подразделения Шэхуэйбу на уровне провинций продолжали существовать в течение некоторого времени после образования КНР. Например, в Тибетском автономном районе, провинциальное управление Шэхуэйбу действовало до 2 мая 1961 года.